# Ministerstwo Przemysłu i Handlu (1991–1996)
Ministerstwo Przemysłu i Handlu – polskie ministerstwo istniejące w latach 1991–1996, powołane w celu kierowania gałęziami przemysłu i określania kierunków rozwoju handlu wewnętrznego. Minister był członkiem Rady Ministrów.

## Ustanowienie urzędu
Na podstawie ustawy z 1991 r. o utworzeniu urzędu Ministra Przemysłu i Handlu ustanowiono nowy urząd w miejsce zniesionego urzędu Ministra Przemysłu i urzędu Ministra Rynku Wewnętrznego.

## Ministrowie
- Andrzej Zawiślak (1991)
- Henryka Bochniarz (1991)
- Andrzej Lipko (1991–1992, kierownik)
- Wacław Niewiarowski (1992–1993)
- Marek Pol (1993–1995)
- Klemens Ścierski (1995–1996)

## Zakres działania urzędu
Do zadań urzędu Ministra Przemysłu i Handlu należało kształtowanie założeń i realizacja polityki państwa w zakresie przemysłu, handlu wewnętrznego i usług w stosunku do wszystkich podmiotów gospodarczych, niezależnie od formy własności.
Do zakresu działania Ministra Przemysłu i Handlu należało w szczególności:
- nadzór nad funkcjonowaniem krajowych systemów energetycznych i określanie kierunków ich rozwoju, zwłaszcza w zakresie paliw płynnych, systemów elektroenergetycznych i systemu gazowniczego oraz tworzenie warunków do racjonalizacji zużycia energii i paliw,
- tworzenie rezerw paliw, surowców i materiałów o podstawowym znaczeniu dla funkcjonowania gospodarki oraz gospodarowanie tymi rezerwami,
- wykonywanie, stosownie do kompetencji ustalonych w ustawie, zadań z zakresu obronności i bezpieczeństwa państwa oraz innych zadań określonych w odrębnych przepisach.

Minister Przemysłu i Handlu reprezentował Skarb Państwa w zakresie gospodarowania mieniem pozostającym po likwidowanych przedsiębiorstwach państwowych i jednostkach badawczo-rozwojowych, dla których był organem założycielskim bądź nad którymi sprawował nadzór, w razie gdy nie zostało to powierzone innej państwowej jednostce organizacyjnej.

## Nadanie statutu ministerstwu
Na podstawie rozporządzenia Rady Ministrów z 1995 r. nadano Ministerstwu Przemysłu i Handlu statut określający strukturę ministerstwa.
W skład Ministerstwa wchodziły następujące komórki organizacyjne:
- Gabinet Ministra,
- Departament Prawny i Legislacji,
- Departament Strategii i Polityki Gospodarczej,
- Departament Analiz i Prognoz,
- Departament Współpracy z Zagranicą,
- Departament Instrumentów Realizacyjnych,
- Departament Zmian Strukturalnych i Własnościowych,
- Departament Polityki Konsumenckiej,
- Departament Sektorów Gospodarczych,
- Departament Paliw i Energii,
- Departament Spraw Obronnych,
- Departament Nadzoru Założycielskiego i Własnościowego,
- Departament Górnictwa Węgla Kamiennego,
- Biuro Kadr i Szkolenia,
- Biuro do Spraw Integracji z Unią Europejską,
- Biuro Budżetu,
- Biuro Prasowe.

## Zniesienie urzędu
Na podstawie ustawy z 1996 r. – Przepisy wprowadzające ustawy reformujące funkcjonowanie gospodarki i administracji publicznej zniesiono urząd Ministra Przemysłu i Handlu.